# Coatlicue

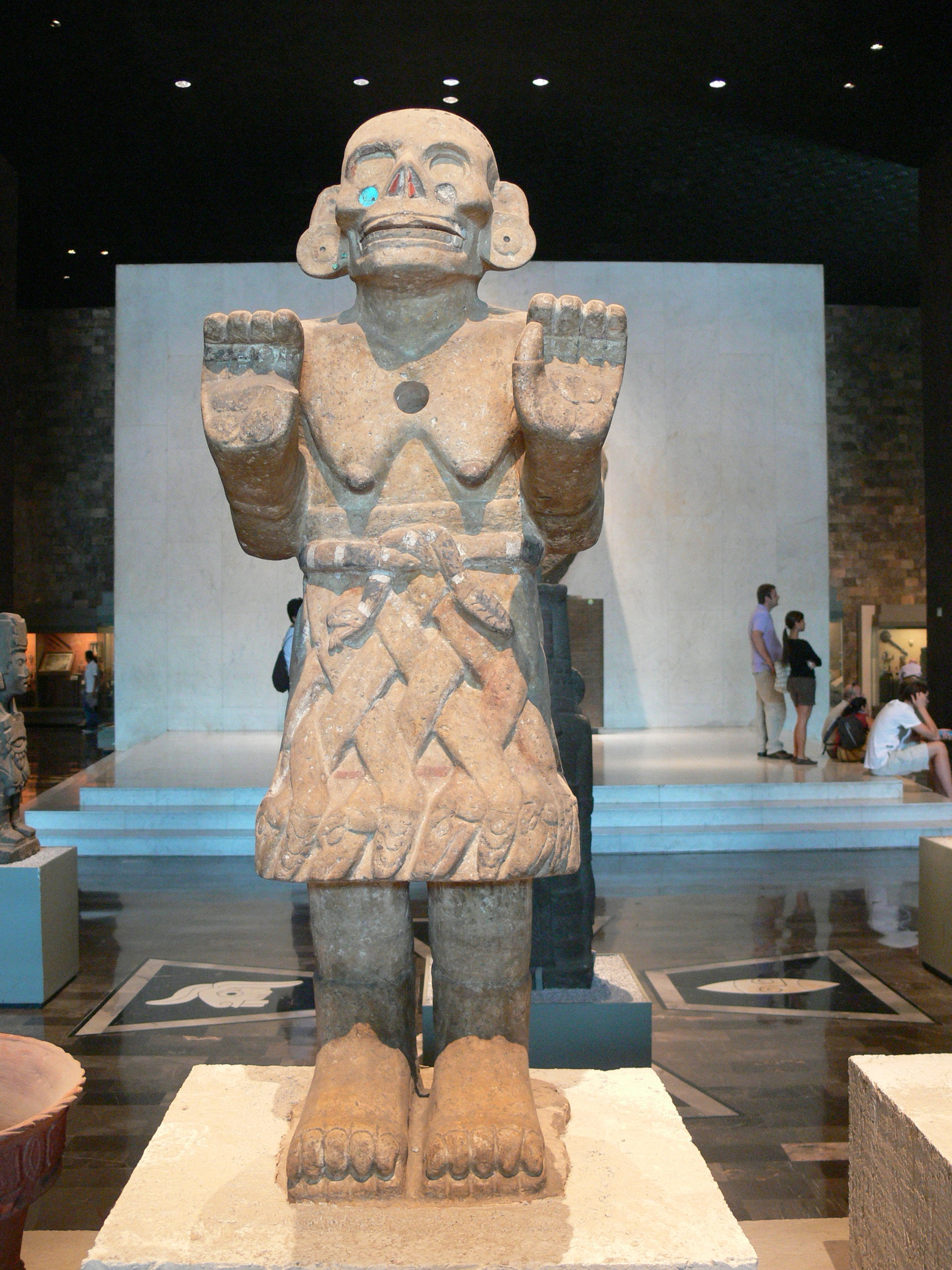
Coatlicue in het Nationaal Antropologiemuseum, Mexico-Stad

Coatlicue was in de Azteekse mythologie de godin van de aarde, de godin van het vuur en de vruchtbaarheid en moeder van de zuidelijke sterren.
Omdat ze op mysterieuze wijze zwanger werd door een bal kolibrie-veren wilde niemand haar geloven. Haar zoons (inclusief Coyolxauhqui) vermoordden haar, want zwanger worden van kolibrie-veren was een groot misdrijf.
Net op tijd wist Huitzilopochtli uit haar baarmoeder te komen, die de andere zoons (goden van maan en sterren) doodde. Later werden hiervoor andere goden aangesteld. Coatlicue werd hierdoor boosaardiger en kreeg een rok van slangen.

## Afbeeldingen

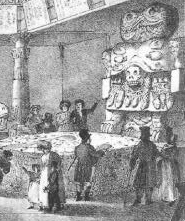
Tekening van de opgraving van Coatlicue, 1824
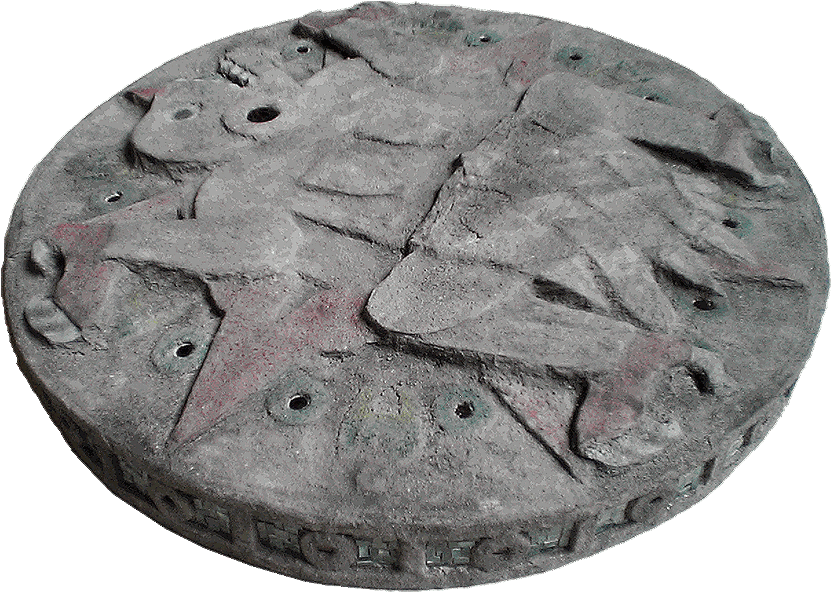
Rok van de slangen

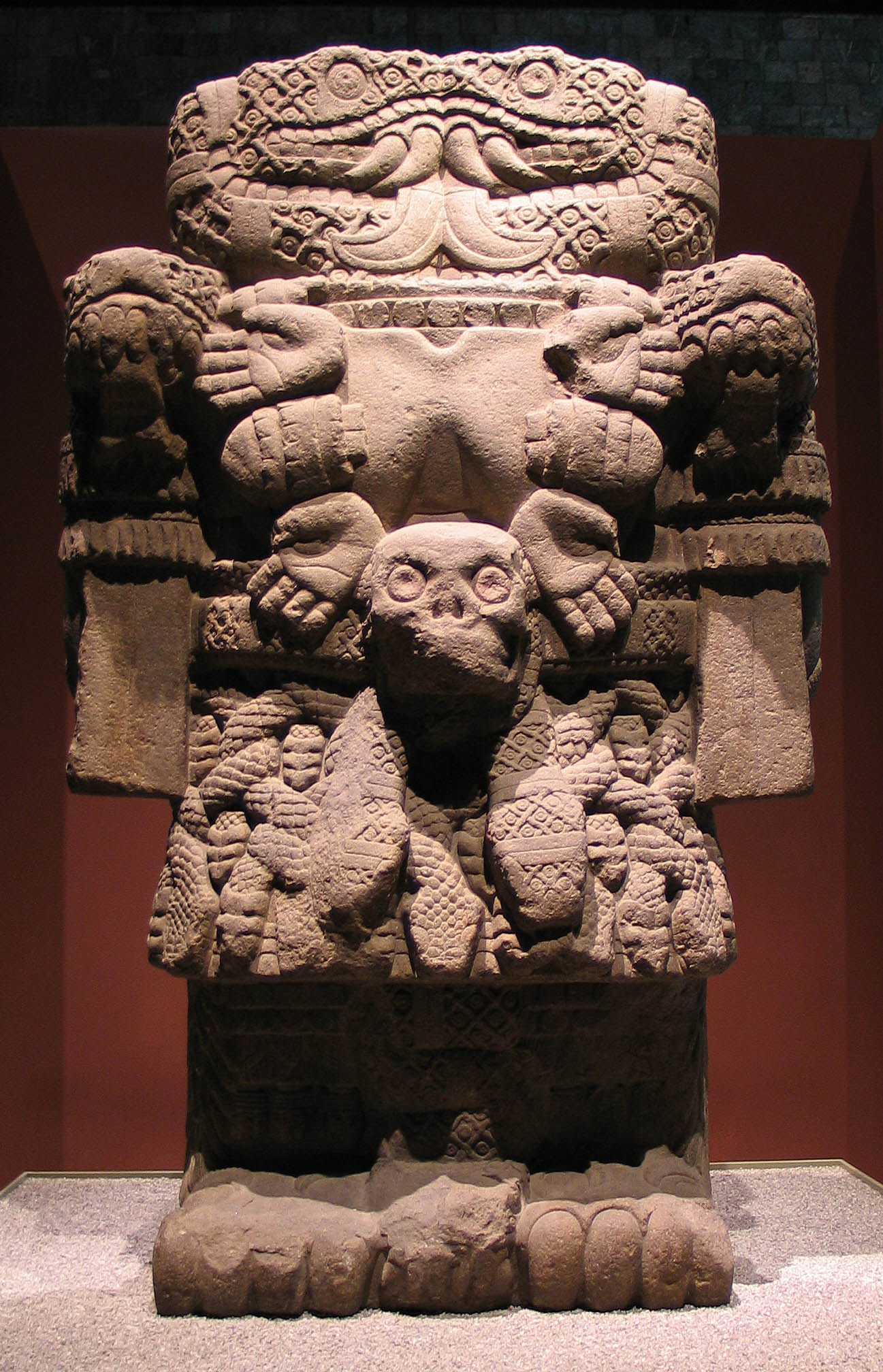
Coatlicue in het museum (voorkant)
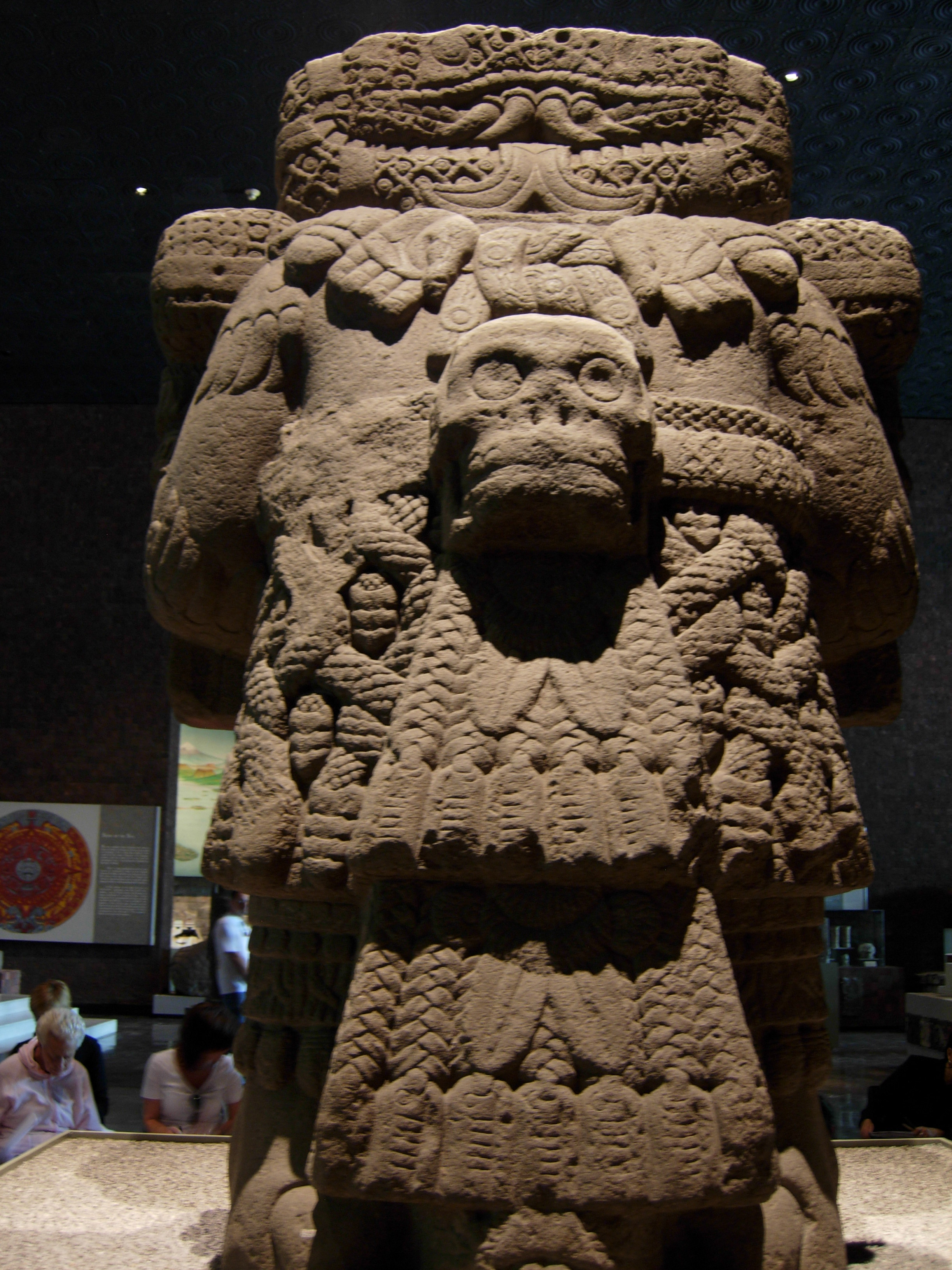
Coatlicue in het museum (achterkant)